# دانيال كولن
دانيال كولن هو سياسي فرنسي، ولد في 30 سبتمبر 1933 في باريس في فرنسا، وتوفي في 14 يونيو 2019 في تولون في فرنسا. نشط حزبياً في الاتحاد من أجل الديمقراطية الفرنسية.

## مناصب
- انتخب نائب فرنسي عن دائرة Var's 1st constituency [الإنجليزية]‏ خلال فترته النيابية  [لغات أخرى]‏ (2 أبريل 1993 – 21 أبريل 1997).
- انتخب نائب فرنسي عن دائرة Var's 1st constituency [الإنجليزية]‏ خلال فترته النيابية  [لغات أخرى]‏ (23 يونيو 1988 – 1 أبريل 1993).
- انتخب عضو مجلس جهوي ‏.
- انتخب نائب فرنسي عن دائرة  خلال فترته النيابية  [لغات أخرى]‏ (2 أبريل 1986 – 14 مايو 1988).